# هنگ کنگ ایرلاینز
هنگ کنگ ایرلاینز (به انگلیسی: Hong Kong Airlines) یک شرکت هواپیمایی با کد یاتا HX است که در سال ۲۰۰۶ میلادی تأسیس شده و دفتر مرکزی آن در هنگ کنگ واقع شده‌است و قطب این شرکت هواپیمایی در فرودگاه بین‌المللی هنگ‌کنگ قرار دارد و به ۳۲ مقصد، پرواز مستقیم انجام می‌دهد.

## مقصدهای پروازی

### قرارداد نماد مشترک
هنگ کنگ ایرلاینز با شرکت‌های هواپیمایی زیر قرارداد نماد مشترک دارد (ژانویه ۲۰۱۳):
| - ایر آستانه - ایر ایندیا - ایر سیشل - هواپیمایی شرقی چین - هواپیمایی اتحاد | - اوا ایر - گارودا ایندونزیا - هنگ کنگ اکسپرس - هاینان ایرلاینز - شانگهای ایرلاینز |

## ناوگان هوایی

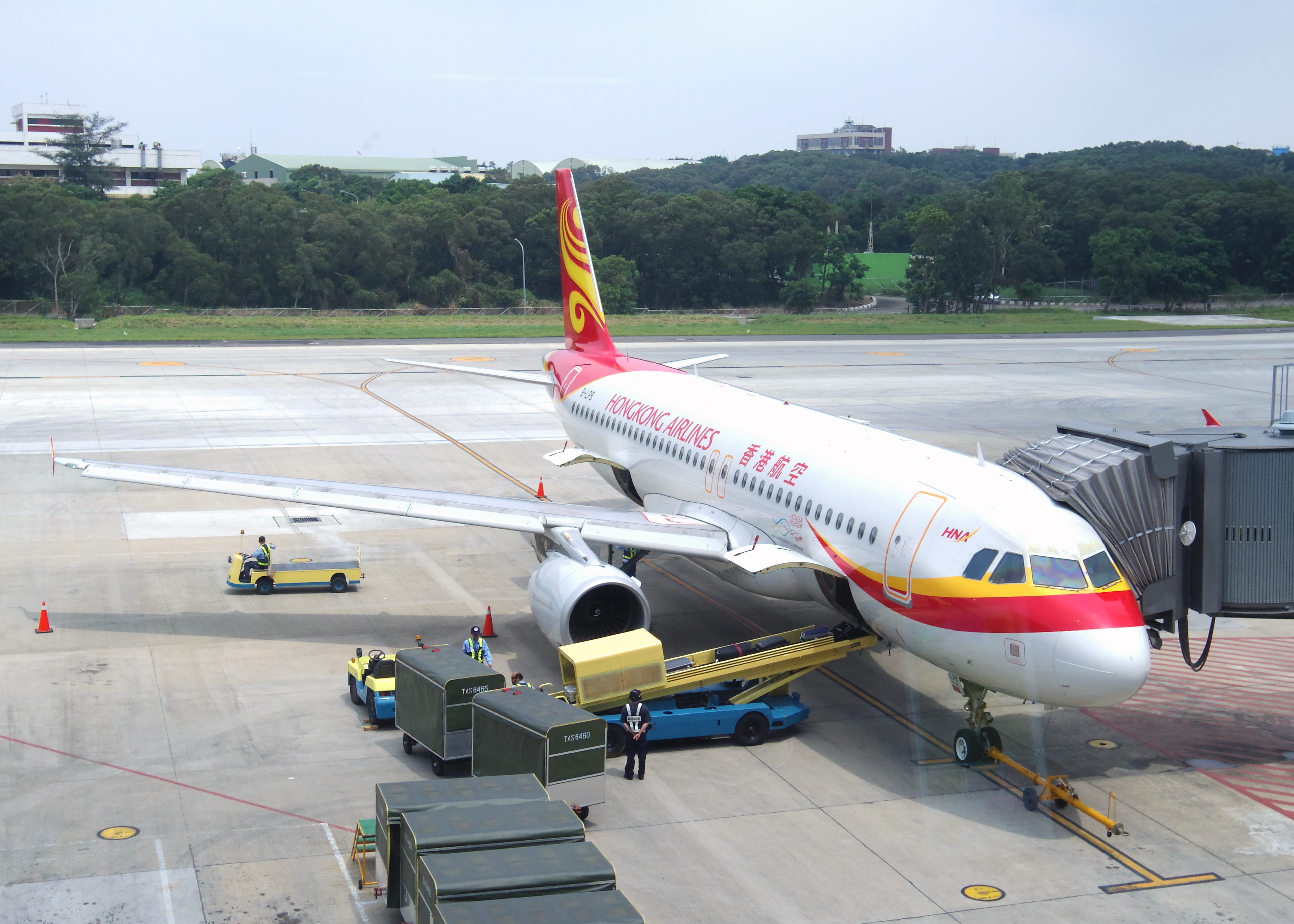
یک فروند خانواده ایرباس ای۳۲۰ هنگ کنگ ایرلاینز در فرودگاه تیچون، تایوان.

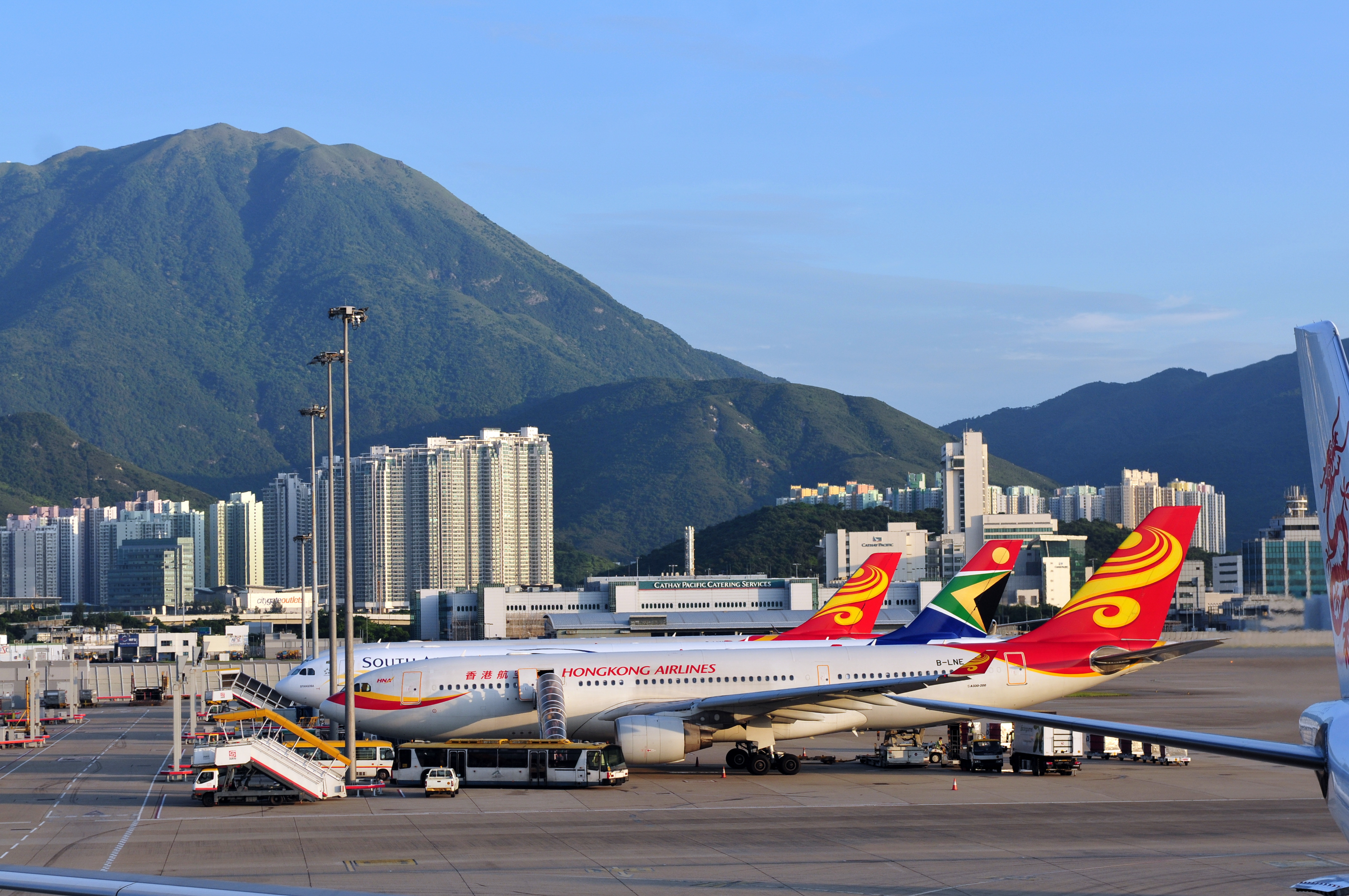
یک فروند ایرباس ای۳۳۰ هنگ کنگ ایرلاینز در فرودگاه بین‌المللی هنگ کنگ.

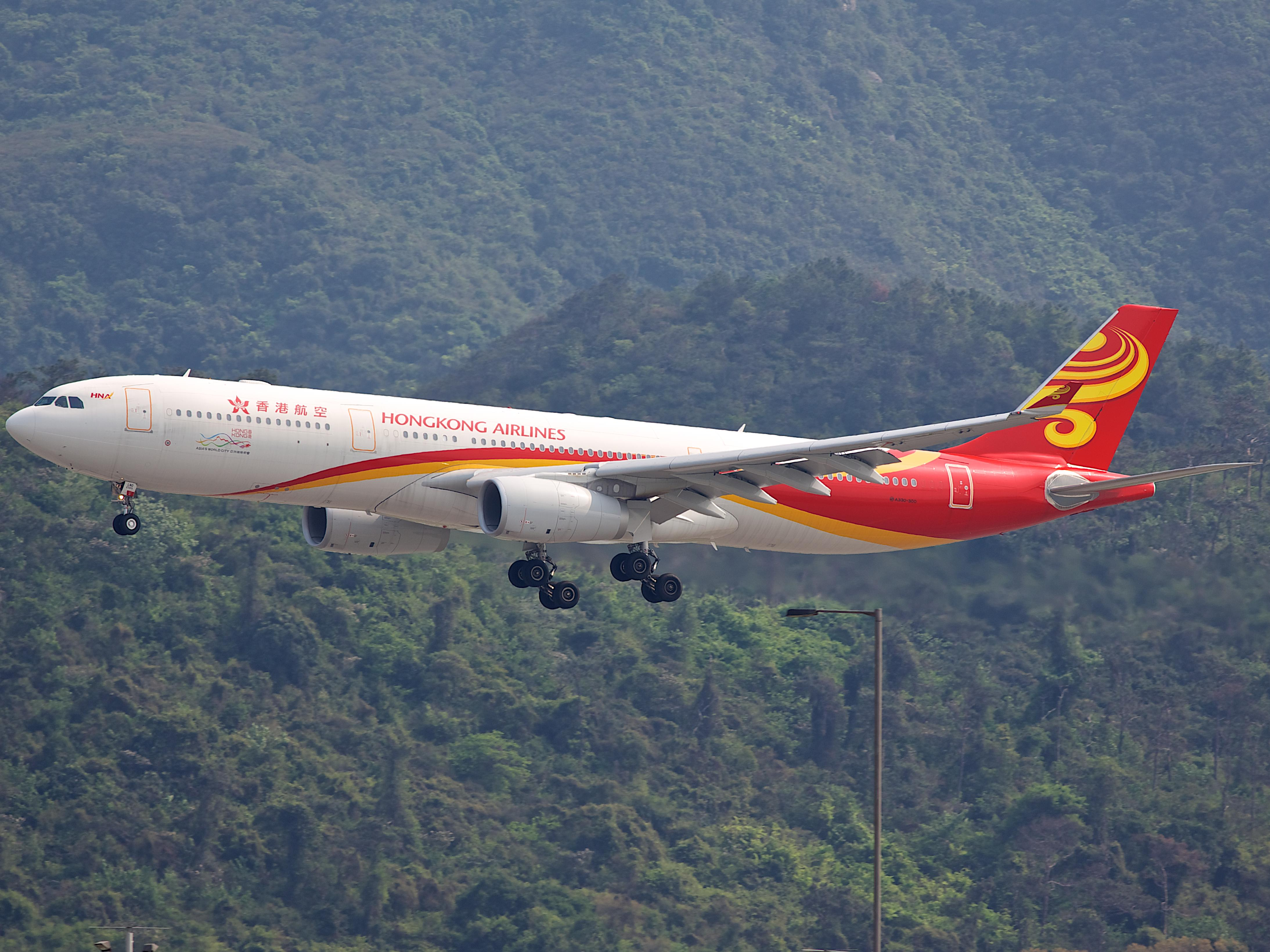
یک فروند ایرباس ای۳۳۰ هنگ کنگ ایرلاینز در فرودگاه بین‌المللی هنگ کنگ.

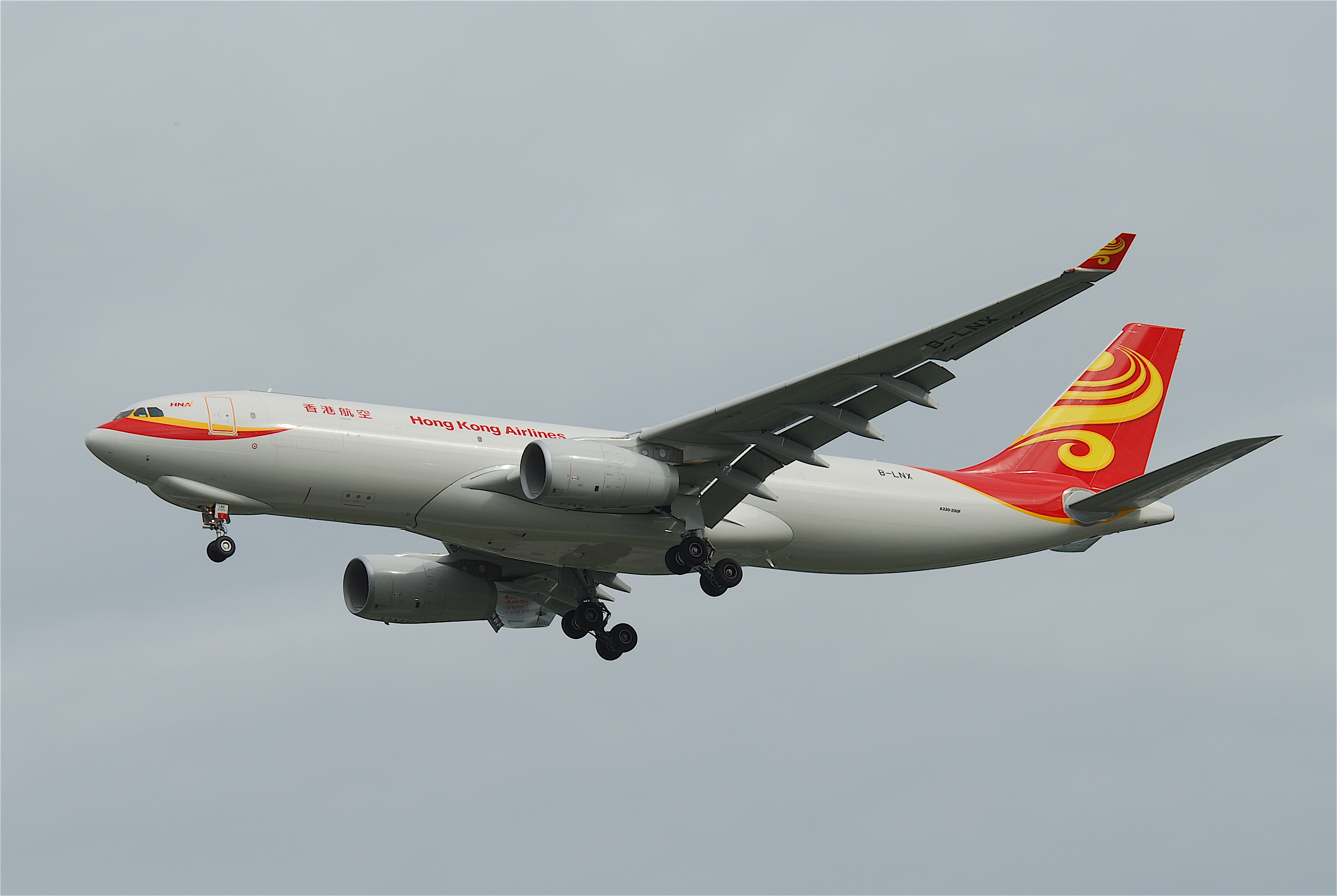
یک فروند ایرباس ای۳۳۰ هنگ کنگ ایرلاینز در فرودگاه بین‌المللی سووارنابومی.

بر پایهٔ داده‌های فوریهٔ ۲۰۱۵ میلادی، ناوگان هوایی هنگ کنگ ایرلاینز به شرح زیر است: